# Liste des évêques de Jinja
Liste des évêques de Jinja
(Dioecesis Gingianus)
Le vicariat apostolique de Kampala, en Ouganda, est créé le 10 juin 1948, par détachement de celui du Nil Supérieur.
Il est érigé en évêché en 1953.
Il change de dénomination le 5 août 1966 pour devenir l'évêché de Jinja.

## Est vicaire apostolique
- 13 mai 1948-25 mars 1953 : Vincent Billington, vicaire apostolique de Kampala.

## Sont évêques
- 25 mars 1953-3 mai 1965 : Vincent Billington, promu évêque de Kampala.
- 3 mai 1965-13 juillet 1967 : siège vacant
- 13 juillet 1967-2 mars 2010 : Joseph Willigers (Joseph B. Willigers)
- depuis le 2 mars 2010 : Charles Wamika (Charles Martin Wamika)